# Слике деце (серија Ван Гогa)
Винсент ван Гог је волео да слика Дечје слике. Једном је рекао да је то једина ствар која „ме узбуђује до дубина моје душе и због које осећам бескрајност више од било чега другог“. Сликање деце специфично је представљало препород и бескрајност. Током своје каријере Ван Гог није успео да наслика много слика деце, али оне које јесте завршио биле су му веома посебне. Током десет година Ван Гогове сликарске каријере, од 1881. до 1890. године, његов рад се мењао и напредовао, посебно у томе како је користио боје и технике симболично или евокативно.
Његови ранији радови били су земљаних тонова и безизразни. Након трансформативног периода у Паризу, Ван Гог је започео своје најплодније и најбујније периоде почевши у Арлу, граду на југу Француске, и наставивши до својих последњих дана у Ауверс-сур-Оисе . Током тих времена његов стил је постао шаренији и више се одражавао на спољне утицаје, као што су импресионизам и јапонизам . Утицаји јапонизма се примећују на слици младе девојке Ла Моусме. Између осталих, инспирисала су га дела Жан Франсоа Милета што је изразио у свом делу Први кораци и Вече: Стража.
Ван Гог је волео да слика портрете кад год би имао моделе. Вероватно највећи утицај на његове слике деце изникао је из његовог пријатељства са Џозефом Руленом и из многих слика његове породице.

## Портрети
Ван Гог, иначе познат по својим пејзажима, наизглед је сматрао сликање портрета као своју највећу амбицију.  О портретним студијама је рекао, „једина ствар у сликарству која ме узбуђује до дубина моје душе и због које осећам бескрајност више од било чега другогг”. 
Својој сестри је написао: „Желео бих да сликам портрете који би се после целог века појавили тадашњим људима као утваре. Под тим мислим да не жудим ка томе да достигнем некакав ниво фотографске сличности, већ да својим разумевањем наших страствених емоција – такорећи користећи наше знање и наш савремен укус за боју као начин разумевања и средство идентификовања лика." 

### Пренесите комфор
О сликању портрета, Ван Гог је написао: „На слици желим да изразим нешто комфорно као што је музика комфорна и утешна. Желим да сликам мушкарце и жене са оним нечим вечним што је некада било симболизовано ореолом, оно што жудимо да саопштимо стварним сјајем и вибрацијом нашег бојења.“ 

### Новорођенчад
Ван Гог је видео „нешто дубље, интимније, вечније од вечности океана у изразу очију мале бебе када се тек пробуди ујутру“. Новорођенчад која су Ван Гогу представљала „препород и вечни живот“ и разведравала његово расположење. Кад год је имао прилику, Ван Гог је уживао у томе да их слика. 

### Сељачки жанр
„Сељачки жанр “ који је имао јак утицај на Ван Гога почео је 1840-их са делима Жан-Франсоа Милета, Жила Бретона и других. Ван Гог је 1885. описао сликање сељака као најбитнији допринос модерној уметности . Описао је дела Милета и Бретона као да су од великог религиозног значаја, „нешто на висини“.  Говорећи о сликању сељака Ван Гог је писао свом брату Теу : "Како ли ћу икада успети да насликам нешто што оволико волим?" 
Ово је била унапред одлучена транзиција у приступу сликама из његових ранијих радова под утицајем холандских мајстора, као што је Рембрант . Његов циљ је тада био је да их наслика онако како их је видео и на основу своје емотивне реакције на њих. Његови рани радови сељака били су у мутираним и неутралним нијансама. Након што је био под утицајем импресионизма и употребе комплементарних боја, његов стил се драстично променио. 

### Модели
Колико год Ван Гог волео да слика портрете, било је мало прилика за њега да плати или уговори моделе за своје радове. Пронашао је сјајну прилику у рађењу портрета породице Роулин, за коју је направио по неколико слика сваког члана породице. У замену, Ван Гог је дао Роулинсима по једнан портрет сваке особе. 

## Холандија
Слика Дечак коси траву српом,  насликана је 1881. године, власништво је Музеја Кролер-Милер где се тремитно налази . 
У студији коју је Ван Гог направио за Девојку у шуми или Девојку у белом у шуми,   нагласио је колико је уживао у раду и објашњава како жели да укључи чула публике и како би они сами могли да доживе слику: „Другу студију у шуми представљају некакви велики зелени балвани букве на пољу земље која је прекривена сувим гранчицама, и ту је мала фигура девојке у белом. Било је јако тешко одржавати је јасном, и у проналажењу простора између балвана који су стајали на различитим раздаљинама - место и релативна величина тих стабала се мењају са перспективом -учинити све тако да би се могло дисати и ходати око њих, тако да се може осетити мирис шуме.“ 
У Девојци у шуми девојка је засењена огромним храстоима. Слика је можда инспирисана сећањем Ван Гога на време када би у младости бежао у Зундерт Шуму како би се сакрио од своје породице. 
Слике Девојка на улици, Две кочије у позадини и Сељанка са дететом у крилу су обе власништво приватних колекција. 
Ван Гог је био заинтересован за Сијен делом због њене трудноће и искористио је прилику да наслика њеног новорођеног дечака. 
Ван Гог је око 1885. достигао тренутак када је жудио да се физички, емотивно и уметнички ослободи сивих боја своје уметности и свог живота, удаљавајући се од Нуенена да би развио, како аутор Алберт Лубин тумачи, „маштовитију, шаренију уметност која му је много боље пристајала“. 

## Париски утицаји
1886. Ван Гог је напустио Холандију никада се не вративши. Преселио се у Париз како би живео са својим братом Теом, париским трговцем уметности. Ван Гог је у Париз дошао као повучен, тмуран човек. Иако његова личност никада није могла да се промени, уметнички је прерастао је у нешто што је један критичар описао као „птицу певачицу“.  Иако је Ван Гог био под утицајима свог рођака Антона Маувеа и Хашке школе, као и великих холандских мајстора, долазак у Париз је значио да је био изложен импресионизму, симболистима, поентилистима и јапанској уметности ( види Јапанизам ). Његов круг пријатеља садржавао се од Камил Писаро, Анри де Тулуз-Лотрек, Пол Гоген, Емил Бернар, Пол Сињак и многих других. Радови јапанских штампара Хирошигеа и Хокусаија имали су велики утицај на Ван Гога, како по субјекту слике тако и по стилу равних шарених  дезена без сенки. У две године од 1886. до 1888. које је провео радећи у Паризу, Ван Гог је истраживао различите жанрове, стварајући свој јединствени стил. 

## Арлес
Ван Гог се преселио у Арл у јужној Француској где је створио нека од својих најбољих дела. Његове слике су представљале различите аспекте свакодневног живота, као што су портрети чланова породице Роулин и Ла Моусме . Слике сунцокрета, неке од најпрепознатљивијих Ван Гогових слика, настале су у ово време. Константно је радио да би одржао корак са свим својим идејама за слике. Врло је вероватно да је ово један од Ван Гогових најсрећнијих животних периода. Самоуверен је, бистрог ума и наизглед задовољан. 
У писму свом брату Теу, написао је: „Сликарство какво је сада обећава да ће постати суптилније – више као музика, а мање као скулптура – и изнад свега, обећава боју. Као покушај објашњења свог размишљања, Винсент изјављује да бити налик музици значи бити утешан. 
Ван Гог је у зиму 1888. сликао породицу поштара Џозефа Рулена, насликао је сваког члана више од једанпут.  Породица се сачињавала од Џозефа Рулена, поштара, његове жене Августин и троје деце. Ван Гог је породицу описао као „веома Француску, иако изгледају као Руси“.  Током периода од само пар недеља, насликао је Агустину и децу мноштво пута.. Разлог за много радова је делимично био како би Роленови имали портрет сваког члана породице,и како би уз ове и друге слике њихова спаваћа соба постала виртуелни „музеј модерне уметности “. Пристанак породице да позира за Ван Гога такође му је дао прилику да створи доста портрета, што је било значајно и инспиративно за Ван Гога. 
Ван Гог је користио боју због драматичног ефекта. Одећа сваког члана породице је јарке примарне боје, а ван Гог је користио контрастне боје за позадину како би појачао утицај дела. 

### Августин и Марсел Рулен
У Портрет Мадаме Аугустине Роулин и бебе Марсел Аугустине који се налази у Музеју уметности Филаделфије представљена је Августин како држи бебу Марсел која је рођена у јулу 1888. Мајка, опуштена и са лицем у сенци, је пасивна. Видимо по величини Августининих спуштених рамена, руку и шака да је јако напорно радила како би се старала о својој породици. На пример, нису постојале модерне лагодности као што су машине за веш. У традиционалној пози мајки и новорођенчади, Августина држи своју бебу усправно, подупирући бебина леђа десном руком и држећи бебин труп левом руком. Марсел, чије је лице окренуто ка споља, активнија је и ангажује публику. Ван Гог је користио тешке обрисе плаве боје око слика мајке и бебе. 
Како би симболизовао блискост мајке и бебе, у овом делу користио је суседне боје на точку боја, зелену, плаву и жуту. Вибрантна жута позадина ствара топао сјај око мајке и бебе, налик веома великом ореолу. О свом коришћењу боја, Ван Гог је написао: „уместо да покушавам да репродукујем тачно оно што видим очима, користим боју... да јаче изразим себе“. Рад садржи различите покрете четкицом, неке равне, неке турбулентне – што нам дозвољава да видимо кретање енергије „попут воде у бурном потоку“. Емил Бернард, Ван Гогова пријатељица, била је први власник ове слике у њеном поријеклу . 

### Марсел Роулин
Марсел Рулен, најмлађе дете, рођена је 31. јула 1888. године, имала је четири месеца када је Ван Гог насликао њене портрете.  Насликана је три пута сама и два пута у крилу своје мајке.  Три дела приказују исти призор главе и рамена Марсел са њеним буцмастим обпразима а и ручицама на зеленој позадини.  Када је Јохана ван Гог, која је тада била трудна, видела слику, написала је: „Волим да замишљам да ће наш син бити једнако тако снажан, једнако тако леп  – и да ће ујак једног дана нацртати и његов портрет!“  Верзија слике под називом Роулин'с Баби налази се у Националној галерији уметности у Вашингтону, ДЦ 
Као додатак делима мајке и ћерке на којима је Марцела видљива, Ван Гог је створио и неколико слика у којима је Августин љуљала њену колевку користећи жицу. 

### Цамилле Роулин
Камил Рулен, млађи од два дечака, рођен је у Ламбеску у јужној Француској, 10. јула 1877, преминуо је 4. јуна 1922. Када би његов отац морао да одговара на писма, дечак би служио као његов секретар.   Када је насликан његов портрет, Камил је имао једанаест година. Слика из Ван Гоговог музеја  приказује Камилову главу и рамена. Жути потези четкице иза њега подсећају на сунце.   Слична слика налази се у Филаделфијском музеју уметности (Ф537). 
У Школски дечак са капом Камил се чини као да му је поглед изгубљен у даљини. Рука му је бачена преко наслона столице, разапљених уста, вероватно изгубљен у мислима. Ово је било веће од два дела направљена са Камилом. 

### Арманд Роулин
Арман Рулен, најстарији син породице, рођен је 5. маја 1871. у Ламбеску, а преминуо је 14. новембра 1945. године. Имао је 17 година када је његове портрете насликао Ван Гог. 
Ван Гогови радови приказују озбиљног момка, који је у време када су слике настале напустио дом својих родитеља, и радио као шегрт ковача.  Рад музеја Фолкванг приказује Арманда у његовој вероватно најбољој одећи: елегантној федори, живописном жутом капуту, црном прслуку и кравати.   Армандово држање изгледа помало тужно, или му је можда било досадно да седи.  Његова фигура испуњава целину слике дајући утисак да је самоуверен мужеван младић. 
У другом раду, његово тело је благо ротирано на страну и он гледа наниже, чини се да је тужан . Чак и угао под којим је накриљен његов шешир наводи на осећај туге. Оба дела из музеја насликана су на великим форматима платна, 65 x 54 cm.

### Ла Моусме
Ла Моусме, такође познату као Ла Моусме, Полуфигура која седи у столици од трске (са граном олеандра) насликао је Ван Гог 1888. док је живео у Арлу, који је Ван Гог преименовао „Јапаном југа". Одлазећи из града, надао се да ће његово време у Арлу изазвати у његовом раду једноставан, али ипак драматичан изглед који има јапанска уметност.   Инспирисан романом Мадаме Цхрисантхеме Пјера Лотија и јапанским уметничким делима, Винсент је насликао Ла Моусме, лепо обучену Јапанку. Написао је у писму свом брату: „Требала ми је цела недеља... али сам морао да задржим своју менталну снагу да направим моусме како треба. Мусме је јапанска девојчица — у овом случају провинцијска — стара од дванаест до четрнаест година.“  
Ван Гог је користио боју са намером да буде симболична. Публика је привучена његовим коришћењем боја и шаблона који његовим делима дају енергију и интензивност. Комплементарне нијансе плаве и наранџасте, стилско одступање од боја импресионистичких слика које је прикупио током свог истраживања у Паризу, долазе до изражаја у одноцу на бледо зелену нијансу позадине. Ла Моусмина одећа је спој модерног и традиционалног стила. Њена одећа је без сумње модерна. Јарке боје њене сукње и јакне су из јужног дела Арла. Што се тиче Ван Гоговог сликања саме девојке, највише пажње је унео у девојчино лице, бојећи је као девојку Арлеса, али са јапанским утицајем. Став младе даме опонаша цвет олеандер. Процветали олеандер је, као и девојчица, у најбољој фази живота.  

### Девојка са разбарушеном косом (Тхе Мудларк)
Још једна слика настала у ово време је Девојка са разбарушеном косом (Тхе Мудларк) и налази се у Мусее дес Беаук-Артс, Ла Цхаук-де-Фондс, Швајцарска (Ф535). 

## Саинт-Реми
У мају 1889. Ван Гог је самовољно ушао у азил Сен Пол   близу Сен Ремија у Прованси .  Тамо је Ван Гог имао приступ ћелији у склопу азила коју је користио као свој студио. Првобитно је био држан у непосредној близини азила и сликао је (без решетки) свет који је видео из своје собе, као што су дрвеће прекривено бршљаном, јоргован, и перунике у башти.   Кроз отворене решетке Ван Гог је такође могао да види поље жита, предмет многих слика у Сен Ремију.  Док је шетао изван азила, сликао је поља жита, маслињаке и дрвеће чемпреса,  које је сматрао као „типичним за Провинцију“. Током те године насликао је око 150 слика. 

### Први кораци
Први кораци чине једну у серији од двадесет и једне слике које је Ван Гог насликао у Сен Ремију, које су биле „преводи“ дела Жан-Франсоа Милета . Користио је црно-белу штампу, репродукцију или фотографију како би „позирао као субјекат“, а затим би „импровизовао боју“. Извор слике из које потичу ови радови, направљени у јануару 1890. године, била је фотографија Милетове слике првих корака . 
Тео му је послао фотографију Миллетових првих корака у савршено време. Теова жена, Јохана, била је трудна са њиховим дететом, тако да је имало посебно значење породици. Поред тога, Ван Гог је и даље био тужан због својих напада епилепције који су лоше утицали на његово стаље ума. Уместо уобичајних живахних боја, овде је користио бледе нијансе жуте, зелене и плаве. На слици је приказан отац који је спустио своје алате, и држи раширене руке за прве кораке свог детета. Мајка заштитнички води покрете детета. 

### Вече: Стража
Налик слици Први кораци, и слика Ноћ или Вече: Стража приказује срећан живот руралне породице: оца, мајке и детета. Овде слика изгледа као да је обасјана у топлом жутом светлу као што је слика Свете породице .  Лампа ствара дуге сенке у разним бојаma по поду скромне колибе. На слици се налазе бледе нијансе зелене и љубичасте. Рад је основан на Миллетовом графичком отиску из његове серије, Четири доба дана. 
Музеј Ван Гогa каже о Миллетовом утицају на Ван Гога: „Милетове слике, са својим невиђеним приказима сељака и њиховог рада, означавају прекрет уметности 19. века. Пре Милета, сељачке фигуре су биле само једна од многих елемената у позадини сликовитих или носталгичних дела. У Миллетовим радовима, индивидуални мушкарци и жене постали су херојски и стварни. Миллет је био једини велики уметник Барбизон школе који се није интересовао за „чисто“ пејзажно сликарство.“ 
Тео је написао Ван Гогу: „Копије Милетових радова су можда најбоље ствари које си урадио до сада, и наводе ме да верујем да, дана када се окренеш сликању композиција фигура, можемо да се радујемо многим изненађењима. 

## Ауверс-сур-Оуисе
Након што је напустио јужну Француску, Ван Гогов брат, Тео и уметник Камил Писаро, направили су план да Ван Гог оде у Ауверс-сур-Оисе са писмом упута за доктора Пола Гашеа,  хомеопатског доктора и спонзора уметника који је живео у Ауверсу.  Ван Гог је имао своју собу у гостионици Ауберге Равоук у Ауверсу  и био је под негом и надзором доктора Гашеа са којим је развио близак однос, „нешто налик другом брату“. 
Неко време Ван Гог је изгледао као да се побољшава. Почео је да слика у тако уравнотеженом темпу, да је у његовој соби једва било довољно места за све слике које је завршио.  Од маја до своје смрти 29. јула, Ван Гог је направио око 70 слика, више од једне дневно, и мноштво цртежа.“  Ван Гог је сликао зграде које су се налазиле око Ауверса, као што је Црква у Ауверсу, портрете, и оближња поља. 

### Портрети мале деце
Слика Две младе девојчице, која се такође назива и Двоје деце, власништво је Мусее д'Орсаи, Париз .  Још једна верзија слике Двоје деце је део приватне колекције (Ф784). 

### Тхе Литтле Арлесиенне
Слика Мала Арлесиенне (Глава девојчице)  део је изложбе у Музеју Кролер-Милер . 

### Младић са различком
Слика Младић са различком настала је у јуну 1890. године у Ауверсу. 

### Аделине Равоук
Током свог боравка у Ауверсу, Ван Гог је изнајмљивао собу у гостионици Артура Равуа, чија је шеснаестогодишња ћерка била модел за три слике. Ван Гог приказује Аделину, пре него са фотографском сличношћу са „страственим аспектима“ савременог живота кроз „модерни укус за боје“.  Ван Гог је писао свом брату: „Прошле недеље сам насликао портрет девојке од око шеснаест година, обученој у плаво на плавој позадини, ћерка је људи са којима боравим. Поклонио сам јој овај портрет, али сам направио варијацију њега за тебе, платно величине 15.“ 
Шездесет шест година касније Аделин Раву су питали чега се све сећа о Ван Гогу. Пре него што је насликао њен портрет, ван Гог је само размењивао културне разговоре у пролазу са Аделином. Међутим,једног дана је питао да ли би јој се допало да он уради њен портрет. Након што је добила дозволу својих родитеља, седела је једног поподнева, за време ког је он завршио целу слику. Без престанка је пушио своју лулу док је радио, и захвалио јој се сто је седела тако мирно. Била је веома поносна што је седела за слику коју је она описала као „симфонију у плавом”. Ван Гог је мислио да има шеснаест година, али девојка је тада имала само тринаест година. Аделина је само једном позирала, али су по њој направљене три слике: 
- За седницу, Аделине је била обучена у плаву хаљину, позадина је била плава, и њена трака за косу је такодје била плава.
- Ван Гог је направио копију оригиналне слике за свог брата, са мало другачијим нијансама плаве.
- У нешто другачијој пози или аспекту, Аделина се појављује насликана пред позадином ружа, делова мртве природе ружа (Ф595) коју је завршио само неколико дана пре ове слике. Ова слика је у власништву Музеја уметности Кливленда . [48]

Ни она ни њени родитељи нису ценили Ван Гогов уметнички стил и били су разочарани што слика није истинита правом животу.  Ипак, иако је Аделине у то време била само девојка, њене касније слике као младе жене показале су да ју је Ван Гог тада насликао као онакву каква ће тек постати. 
1. 1 2 3  Cleveland Museum of Art (2007). Monet to Dalí: Impressionist and Modern Masterworks from the Cleveland Museum of Art. Cleveland: Cleveland Museum of Art. стр. 67. ISBN 978-0-940717-89-3.
2. 1 2 3 4  „La Mousmé”. Postimpressionism. National Gallery of Art. 2011. Архивирано из оригинала 10. 5. 2011. г. Приступљено 20. 3. 2011Additional information about the painting is found in the audio clip.
3. 1 2 3 4  „Portrait of Madame Augustine Roulin and Baby Marcelle”. Collections. Philadelphia Museum of Art. 2011. Приступљено 13. 4. 2011Additional information in "Teacher Resources" and audio clip.
4. ↑  van Gogh, V, van Heugten, S, Pissarro, J, Stolwijk, C (2008). Van Gogh and the Colors of the Night. Brusells: Mercatorfonds with Van Gogh Museum and Museum of Modern Art. стр. 12, 25. ISBN 978-0-87070-736-0.
5. ↑  Wallace, R (1969). The World of Van Gogh (1853-1890). Alexandria, VA, USA: Time-Life Books. стр. 10, 14, 21, 30.
6. ↑  van Gogh, G, Bassil, A (2004). Vincent Van Gogh. Milwaukee, WI: World Almanac Library. стр. 24. ISBN 0-8368-5602-3.
7. ↑  Gayford, M (2008) [2006]. The Yellow House: Van Gogh, Gauguin, and Nine Turbulent Weeks in Provence. Mariner Books. стр. 195—196. ISBN 978-0-618-99058-0.
8. ↑  „Boy Cutting Grass with a Sickle”. Van Gogh Gallery. 2011. Приступљено 13. 4. 2011.
9. ↑  „Girl in a wood”. Collection. Kröller-Müller Museum. Приступљено 13. 4. 2011.
10. ↑  van Gogh, V (2011).  Harrison, R, ур. „Letter from Vincent van Gogh to Theo van Gogh, The Hague, 20 August 1882”. Letters of Vincent van Gogh. van Gogh, J (trans.). WebExhibits. Приступљено 12. 4. 2011.
11. ↑  Lubin, A (1996) [1972]. Stranger on the Earth: A Psychological Biography of Vincent van Gogh. Da Capo Press. стр. 5–6. ISBN 0-306-80726-2.
12. ↑  „Van Gogh Paintings”. Van Gogh Gallery. 2011. Приступљено 13. 4. 2011.
13. 1 2 3  Wallace, R (1969). The World of Van Gogh (1853-1890). Alexandria, VA, USA: Time-Life Books. стр. 40, 69.
14. 1 2  Morton, M; Schmunk, P (2000). The Arts Entwined: Music and Painting in the Nineteenth Century. New York: Garland Publishing. стр. 177—178. ISBN 0-8153-3156-8.
15. 1 2 3  „Portrait of Marcelle Roulin, 1888”. Permanent Collection. Van Gogh Museum. 2005—2011. Архивирано из оригинала 16. 5. 2013. г. Приступљено 13. 4. 2011.
16. 1 2  „Portrait of Camille Roulin, 1888”. Permanent Collection. Van Gogh Museum. 2005—2011. Приступљено 13. 4. 2011.
17. ↑  Gayford, M (2008) [2006]. The Yellow House: Van Gogh, Gauguin, and Nine Turbulent Weeks in Provence. Mariner Books. стр. 212. ISBN 978-0-618-99058-0.
18. 1 2  Letter xxx
19. ↑  Gayford, M (2008) [2006]. The Yellow House: Van Gogh, Gauguin, and Nine Turbulent Weeks in Provence. Mariner Books. стр. 216. ISBN 978-0-618-99058-0.
20. ↑  „Roulin's Baby”. The Collection. National Gallery of Art. 2011. Архивирано из оригинала 8. 5. 2009. г. Приступљено 13. 4. 2011.
21. ↑  Letter of Joseph Roulin to Vincent van Gogh, 24 October 1889; see Van Crimpen & Berends-Alberts (1990), pp. 1957-58 (Nr. 816) - see previous note.
22. 1 2 3 4 5  Gayford, M (2008) [2006]. The Yellow House: Van Gogh, Gauguin, and Nine Turbulent Weeks in Provence. Mariner Books. стр. 213—214. ISBN 978-0-618-99058-0.
23. ↑  „Portrait of Camille Roulin”. Collections. Philadelphia Museum of Art. 2011. Приступљено 13. 4. 2011.
24. ↑  Letters of Joseph Roulin to Vincent van Gogh, 22 May and 24 October 1889; see Van Crimpen, Han & Berends-Alberts, Monique: De brieven van Vincent van Gogh, SDU Uitgeverij, The Hague 1990, pp. 1878-79 (No. 779); 1957-58 (Nr. 816) - both letters, written in French, are hitherto only published in Dutch translation.
25. 1 2 3 4  Zemel, C (1997). Van Gogh's Progress: Utopia, Modernity, and Late-Nineteenth-Century Art. University of California Press. стр. 108—110. ISBN 9780520088498.
26. 1 2 3  Jessup, ур. (2001). „Van Gogh in the South”. Antimodernism and Artistic Experience. Toronto: University of Toronto Press. стр. 185. ISBN 0-8020-8354-4.
27. ↑  „Girl with Ruffled Hair (The Mudlark)”. Van Gogh Gallery. 2011. Приступљено 13. 4. 2011.
28. 1 2 3  „Heilbrunn Timeline of Art History”. Thematic Essay, Vincent van Gogh. The Metropolitan Museum of Art. 2000—2011. Приступљено 25. 3. 2011.
29. ↑  „Olive Trees, 1889, Van Gogh”. Collection. Minneapolis Institute of Arts. Архивирано из оригинала 21. 3. 2012. г. Приступљено 25. 3. 2011.
30. ↑  „Olive Trees, 1889, van Gogh”. Collection. The Metropolitan Museum of Art. 2000—2011. Приступљено 25. 3. 2011.
31. 1 2  „The Therapy of Painting”. Van Gogh Museum. Приступљено 25. 3. 2011.
32. ↑  Van Gogh, V; Leeuw, R (1997) [1996].  van Crimpen, H; Berends-Albert, M., ур. The Letters of Vincent van Gogh. London and other locations: Penguin Books. стр. F604.
33. ↑  „Vincent van Gogh: First Steps, after Millet”. Heilbrunn Timeline of Art History. The Metropolitan Museum of Art. децембар 2008. Приступљено 13. 4. 2011.
34. ↑  Maurer, N (1999) [1998]. The Pursuit of Spiritual Wisdom: The Thought and Art of Vincent van Gogh and Paul Gauguin. Cranbury: Associated University Press. стр. 99. ISBN 0-8386-3749-3.
35. ↑  Zemel, C (1997). Van Gogh's Progress: Utopia, Modernity, and Late-Nineteenth-Century Art. University of California Press. стр. 17. ISBN 9780520088498.
36. ↑  „Night (after Millet), 1889”. Permanent Collection. Van Gogh Museum. 2005—2011. Приступљено 14. 4. 2011.
37. ↑  „Jean-François Millet”. Permanent Collection. Van Gogh Museum. 2005—2011. Приступљено 14. 4. 2011.
38. ↑  Harrison, R (ур.). „Theo van Gogh. Letter to Vincent van Gogh. Written 3 May 1890 in Saint-Rémy.”. van Gogh, J (trans.). WebExhibits. Приступљено 12. 4. 2011.
39. ↑  Wallace, R (1969). The World of Van Gogh (1853-1890). Alexandria, VA, USA: Time-Life Books. стр. 162–163.
40. ↑  Strieter, T (1999). Nineteenth-Century European Art: A Topical Dictionary. Westport: Greenwood Press. стр. 17. ISBN 0-313-29898-X.
41. 1 2 3  Leeuw, R (1997) [1996]. The Letters of Vincent van Gogh. London and other locations: Penguin Group. стр. 488, 490, 491. ISBN 9780140446746.
42. ↑  „Girl in White, 1890”. The Collection. National Gallery of Art. 2011. Архивирано из оригинала 30. 8. 2016. г. Приступљено 21. 3. 2011.
43. ↑  „Two Fillettes (Two Young Girls)”. Index of Works. Musée d'Orsay. 2006. Архивирано из оригинала 08. 08. 2016. г. Приступљено 13. 4. 2011.
44. ↑  „Two Children”. Van Gogh Gallery. 2011. Приступљено 13. 4. 2011.
45. ↑  „Portrait of a Young Woman”. Collection. Kröller-Müller Museum. Архивирано из оригинала 22. 7. 2011. г. Приступљено 13. 4. 2011.
46. ↑  „Young Man with Cornflower”. Van Gogh Paintings. Van Gogh Gallery. Приступљено 12. 4. 2011.
47. ↑  „Adeline Ravoux”. Collections Online. Cleveland Museum of Art. Архивирано из оригинала 04. 02. 2011. г. Приступљено 13. 4. 2011.
48. 1 2 3 4  Leaf, A; Lebain, F (2001). Van Gogh's Table: At the Auberge Ravoux. New York: Artisan. стр. 51—52. ISBN 978-1-57965-315-6.